# Prix Victor-Cavey
Le prix Victor-Cavey est une course hippique de trot monté se déroulant fin mai ou début juin sur l'hippodrome de Vincennes.
C'est une course de Groupe II réservée aux chevaux de 5 ans, hongres exclus, ayant gagné au moins 45 000 €.
Elle se court sur la distance de 2 700 mètres (grande piste), départ volté. L'allocation s'élève à 120 000 €, dont 54 000 € pour le vainqueur.
L'épreuve est créée en juillet 1981,.

## Palmarès
| Année | Vainqueur          | Père              | Jockey                   | Entraîneur              | Réd.km |
| ----- | ------------------ | ----------------- | ------------------------ | ----------------------- | ------ |
| 2025  | Katinka Aimef      | Singalo           | Alexis Colette           | Franck Leblanc          | 1'12"7 |
| 2024  | Jéroboam d'Érable  | Prodigious        | Damien Bonne             | Clément Thomain         | 1'12"3 |
| 2023  | Ivrig Viking       | Rocklyn           | Yoann Lebourgeois        | Didier Brohier          | 1'13"3 |
| 2022  | Hatchet Man        | Goetmals Wood     | David Thomain            | Philippe Allaire        | 1'12"4 |
| 2021  | Gladys des Plaines | Opus Viervil      | Mathieu Mottier          | Gilles Curens           | 1'13"5 |
| 2020  | Flèche Bourbon     | Saxo de Vandel    | Alexandre Abrivard       | Sébastien Guarato       | 1'13"8 |
| 2019  | Éolia de Houelle   | Goetmals Wood     | Anthony Barrier          | Franck Leblanc          | 1'13"5 |
| 2018  | Durzie             | Jag de Bellouet   | Alexandre Abrivard       | Laurent-Claude Abrivard | 1'15"  |
| 2017  | Chablis d'Herfraie | Giant Cat         | David Thomain            | Jean-Pierre Thomain     | 1'15"6 |
| 2016  | Begum Fromentro    | Meaulnes du Corta | Mathieu Mottier          | Thomas Levesque         | 1'14"3 |
| 2015  | Athéna de Vandel   | Prince Gédé       | Yoann Lebourgeois        | Cédric Mégissier        | 1'14"2 |
| 2014  | Vol de Nuit        | Goetmals Wood     | Camille Levesque         | Mike Lenders            | 1'14"5 |
| 2013  | Ulysse             | Love You          | Thomas Levesque          | Mike Lenders            | 1'13"8 |
| 2012  | Ténérife Turgot    | Capriccio         | Anthony Barrier          | Pierre Belloche         | 1'14"7 |
| 2011  | Singalo            | Goetmals Wood     | Éric Raffin              | Louis Baudron           | 1'13"6 |
| 2010  | Ragtime du Parc    | Gai Brillant      | Éric Raffin              | Patrice Lecellier       | 1'14"1 |
| 2009  | Quaïd Select       | If Only           | Martial Viel             | André-Henri Viel        | 1'15"8 |
| 2008  | Paola de Lou       | Podosis           | Matthieu Abrivard        | Laurent-Claude Abrivard | 1'13"9 |
| 2007  | One du Rib         | First de Retz     | Jean-Loïc-Claude Dersoir | Joël Hallais            | 1'15"5 |
| 2006  | Nouba Turgot       | Canada            | Éric Raffin              | Franck Anne             | 1'15"  |
| 2005  | Miss Castelle      | Goetmals Wood     | Philippe Masschaele      | Thierry Duvaldestin     | 1'15"8 |
| 2004  | L'As de Neige      | Allegro           | Jean-Philippe Mary       | Pierre-Désiré Allaire   | 1'17"6 |
| 2003  | Kriolaise          | Achille           | Franck Nivard            | Jean-Baptiste Bossuet   | 1'16"5 |
| 2002  | Jirella            | Cèdre du Vivier   | Jean-Michel Bazire       | Jean-Michel Bazire      | 1'16"7 |
| 2001  | Indra Speed        | Ténor de Baune    | Arnaud Angéliaume        | Michel Triguel          | 1'19"3 |
| 2000  | Hugo Barbés        | Quadrophénio      | Jean-Philippe Mary       | Christian Bigeon        | 1'22"1 |
| 1999  | Grande Marée       | Quadrophénio      | Michel Lenoir            | Michel Lenoir           | 1'19"9 |
| 1998  | Fan Quick          | And Arifant       | Laurent-Claude Abrivard  | Laurent-Claude Abrivard | 1'19"2 |
| 1997  | Écrin Castelets    | Marpheulin        | Pierre-Yves Verva        | Bernard Desmontils      | 1'17"6 |
| 1996  | Don Paulo          | Hurgo             | Philippe Gillot          | Marie-Dominique Fairand | 1'17"4 |
| 1995  | Casino Royal       | Iobarko           | Jean-Loïc-Claude Dersoir | Markku Vartiainen       | 1'17"3 |
| 1994  | Bigfeu             | Feu Vert          | Jean-Claude Hallais      | Jean-François Popot     | 1'18"3 |
| 1993  | April Pearl        | Passionnant       | Michel Lenoir            | Alain Roussel           | 1'25"3 |
| 1992  | Vivier de Montfort | Kronos du Vivier  | Jean-Claude Hallais      | Christian Bigeon        | 1'17"2 |
| 1991  | Urac de Valaudière | Nestoriac         | Yves Dreux               | Ali Hawas               | 1'19"4 |
| 1990  | Triomphe de Rozoy  | Chambon P         | Philippe Békaert         | Gilles Baudron          | 1'20"6 |
| 1989  | Seilhac            | Janus de Crillé   | Jacques-Maurice Riaud    | Ali Hawas               | 1'20"9 |
| 1988  | Reine du Corta     | Ura               | Michel Lenoir            | Alain Roussel           | 1'20"6 |
| 1987  | Quel Soro          | Ignifuge          | Alain Sionneau           | Alain Sionneau          | 1'20"1 |
| 1986  | Prince Atout       | Seddouk           | Michel Lenoir            | Alain Roussel           | 1'21"1 |
| 1985  | Oppoka Mabon       | Bill D            | Yves Dreux               | André-Louis Dreux       | 1'21"3 |
| 1984  | Nersinou           | Ersin             | Yves Dreux               | René Veslard            | 1'19"  |
| 1983  | Morgan du Roi      | Vigneron          | Michel-Marcel Gougeon    | Jean-Lou Peupion        | 1'21"8 |
| 1982  | Liszt              | Villequier B      | Jean-Claude Hallais      | Jean-Claude Hallais     | 1'19"8 |
| 1981  | Kaiser Trot        | Canino            | Pascal Békaert           | Joël Hallais            | 1'19"9 |